# Наушера
Наушера (енгл. Nowshera), пакистански град у провинцији Хајбер-Пахтунва.

## Историја
У време британске управе у Индији, Наушера је била важна војна база британске војске. Током Индијског устанка 1857, 55. пук домородачке пешадије (сепоја) Бенгалске армије, стациониран у граду, побунио се против британске власти 25. маја 1857.

## Демографија
По попису из 1998. године град је имао 874.373 становника.